# Петар Кушаковић
Петар Кушаковић (Шабац, 1860 - Београд, 1929) био је магистар фармације, апотекар, штампар, српски маркетар, власник лабораторије. 
Рођен је у Шапцу, где је завршио основну школу и првих шест разреда гимназије. Након тога постаје апотекарски практикант у наредне три године. По завршетку праксе одлази у Загреб, где уписује студије фармације и завршава их 1899, са титулом магистра.
Кушаковић је у својој лепо уређеној апотеци увео и друге допунске делатности, у козметички лабораторијум је израђивао више продуката широке потрошње за личну хигијену: разне врсте крема, помада, медицинских сапуна као и познату пасту за зубе „Кушаковић каладонт“. Основао је школу врањске трговачко-занатске омладине и Удружење тих будућих врањских трговаца и занатлија.
Године 1903. учествује у стварању Извршног одбора српске четничке организације у Врању и постаје члан истог одбора.
Осим тога, млади апотекар Кушаковић је први власник штампарије у Врању. Овај лист је излазио по потреби (по неким подацима од 1908. до 1911. год.) и апотекар Кушаковић је лист делио својим муштеријама у циљу рекламирања апотекарских потрепштина, што представља почетак апотекарског маркетинга. 

### Калодонт Кушаковића
Петар је у апотекарство укључио и производњу козметике, а израђивао је помоћу рецептуре у страној литератури. Вођен тадашњом праксом, Кушаковић је именовао своју пасту за зубе – „Калодонт Кушаковића“.

### Штампарија
Визионарску идеју да приближи услуге апотеке локалном становништву у граду, у којем још није било могућности за штампање реклама, млади фармацеут Кушаковић остварио је тако што је покренуо прву штампарију у Врању. У њој је од 1906. до 1911. године повремено излазио бесплатан часопис „Кушаковићева честитка“, у којем је рекламиран Кушаковићев калодонт.
У штампарији су такође штампани службени лист округа врањског под називом „Граничар“ и разне штампанице намењене грађанима, занатлијама и привреди, што указује на жељу младих, школованих фармацеута да, поред здравственог, дају и друштвени допринос развоју средине у коју су дошли да раде.

### Први рекламни спот у Србији
Био је један од пионира на пољу рекламе у Србији, јер је први снимио рекламни филм за “Калодонт”. Реклама за зубну пасту робне марке “Калодонт Кушаковића” настала је 1926. године. Снимљена је у амбијенталним целинама предратног Београда, који је у то време уписан у културну мапу Европе 20. века. То је доба српског надреализма, зенитизма, модернизације, првих озбиљних покушаја индивидуалног и сексуалног ослобођења… “Калодонт” је у Србији био толико доминантан чак до раних шездесетих година да је свака зубна паста називана по њему.
Филм је трајао око осам минута (7:42), звао се “Све ради осмеха”, режирао га је Јосип Новак, а у њему су глумили Невена Урбанова, Љубица Вељковић и Бранко Џамоња.
Рекламу за “Кушаковића калодонт” израдио је и Ђорђе Лобачев. Био је то минијатурни стрип. Тај први каиш појавио се у “Политици” 1934. године.
Кушаковићева дворска апотека (која се налазила се преко пута Народног позоришта) између два рата била, је једна од три у Србији са највећом производњом фармацеутских производа.